# Soldat bleu
Pour plus de détails, voir Fiche technique et Distribution.
Soldat bleu ou Le Soldat bleu (Soldier Blue) est un film américain réalisé par Ralph Nelson, sorti en 1970.

## Synopsis
Une colonne de l'armée américaine escortant un important convoi de fonds est attaquée par des Cheyennes. La bataille vire au massacre : les militaires sont impitoyablement exterminés. Seuls survivent un jeune soldat fraîchement incorporé, Honus Gent, et Cresta Maribel Lee, jadis enlevée par les Cheyennes, relâchée par le chef de la tribu (qui l'avait prise pour femme), dans le but de rejoindre son fiancé, un officier d'état-major.
Le couple décide de rejoindre Fort Reunion, mais pour cela il doit traverser une contrée sauvage et hostile. Honus Gent s'avère peu expérimenté et malhabile, tandis que la jeune femme lui enseigne le savoir qu'elle tient des Indiens et lui explique sans succès que l'attaque du convoi militaire relevait d'un acte de défense contre les attaques systématiques dont les Cheyennes sont victimes depuis au moins deux ans (époque de son arrivée dans la tribu) ; de surcroît les Indiens avaient besoin de l'or convoyé pour acheter des armes. Au terme de leurs péripéties, Honus Gent découvre le bien-fondé des propos de Cresta : le massacre indicible du village indien où avait vécu Cresta avec son mari cheyenne par l'armée américaine.

## Fiche technique
- Titre original : Soldier Blue
- Réalisation : Ralph Nelson

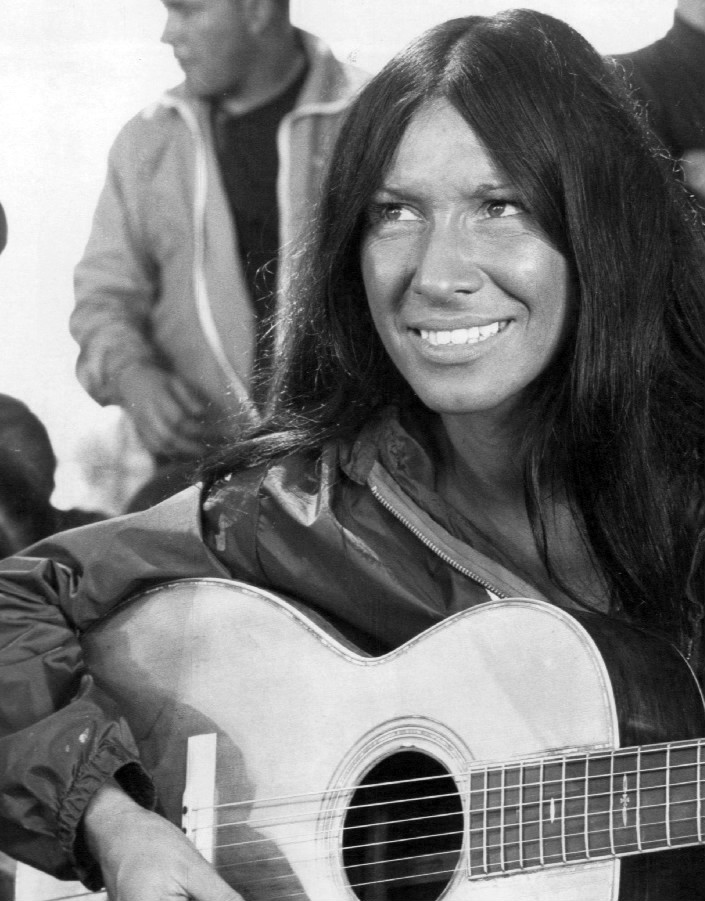
Buffy Sainte-Marie en 1970
(année de la sortie du film).

- Scénario : John Gay d'après le roman de Theodore V. Olsen
- Musique : Roy Budd
  - Chanson du générique interprétée par Buffy Sainte-Marie
- Décors : Ray Mercer Jr.
- Costumes : Theodore R. Parvin
- Photographie : Robert B. Hauser
- Production : Gabriel Katzka (en) et Harold Loeb
- Société de distribution : Embassy Pictures
- Pays de production :  États-Unis
- Langue originale : anglais
- Formats : couleur - 2,35:1 Technicolor - 35 mm - son mono
- Genre : western, film politique
- Durée : 112 minutes
- Dates de sortie :
  - États-Unis : 12 août 1970
  - France : 23 avril 1971
  - Belgique : 7 mai 1971
- interdit aux moins de 12 ans[Où ?]
- Affiche : Raymond Elseviers (titre : Soldier Blue, Belgique)

## Distribution
- Candice Bergen (VF : Marion Loran) : Cresta Maribel Lee
- Peter Strauss (VF : Yves-Marie Maurin) : Honus Gent
- Donald Pleasence (VF : Philippe Dumat) : Isaac Q. Cumber
- John Anderson (VF : Jacques Berthier) : Col. Iverson (alias colonel John Chivington dans l'Histoire)
- Jorge Rivero : Loup Tacheté
- Dana Elcar : Capt. Battles
- Bob Carraway (VF : Denis Savignat) : Lt. McNair
- Martin West (en) : Lt. Spingarn
- James Hampton : Pvt. Menzies
- Mort Mills : Sgt. O'Hearn
- Jorge Russek : Running Fox
- Aurora Clavell : Indienne
- Ralph Nelson : Agent Long (sous le nom d'Alf Elson)
- Marco Antonio Arzate : Guerrier Kiowa (non crédité)
- Ron Fletcher : Lt. Mitchell (non crédité)
- Conrad Hool : Lieutenant (non crédité)
- Lance Hool : Garde (non crédité)
- Eddie Little Sky (en) : Éclaireur indien scoot (non crédité)
- Barbara Turner (en) : Mrs. Long (non créditée)

## Musique
La chanson du film a été composée et chantée par la chanteuse et actrice canadienne, se prétendant alors, mensongèrement, d'appartenance à la nation indienne Cris, Buffy Sainte-Marie. Elle se presenta toute sa vie comme une grande défenseure de la cause amérindienne et de la cause féministe.
À la sortie du film dans les salles de cinéma américaine, elle faisait partie de la liste noire des artistes engagés politiquement et son nom est épinglé à la Maison-Blanche comme tant d'autres dont la musique « mérite de ne pas être diffusée ».

## Commentaires
Le film renvoie à l'histoire du massacre de Sand Creek, Colorado, le 29 novembre 1864, par sept cents hommes de la Cavalerie du Colorado. Sous les ordres du colonel John Chivington, appelé ici colonel Iverson, les soldats assassinèrent beaucoup de femmes et d'enfants, prirent une centaine de scalps et commirent de nombreux viols et mutilations.
Le film se singularise par la violence de certaines scènes ; à ce titre, il est interdit aux moins de 12 ans (cf. verso de la jaquette du film) ; certaines images ont été coupées pour échapper à un classement X. Il est parmi les premiers films dans lesquels les Indiens sont montrés comme des héros face à la cavalerie des États-Unis, que Thomas Schatz dénomme « westerns Vietnam ». Le ton nettement anti-belliciste du film s'inscrit en effet dans un contexte où la guerre du Viêt Nam, vécue au quotidien à travers les reportages télévisés, provoque de vives contestations dans l'opinion américaine :  Massacre de Mỹ Lai par le lieutenant William Calley. L'un et l'autre firent l'objet d'un procès au terme desquels Calley et Chivington furent destitués. En conclusion de Soldat Bleu il est dit que "le massacre de Sand-Creek fut classé comme un des massacres les plus injustes et les plus ignobles de l'histoire des Etats-Unis." ,.
Le titre anglais « Soldier Blue » ne fait pas référence à la couleur du costume du soldat (le film aurait alors été intitulé Blue Soldier) mais au fait qu'il soit inexpérimenté dans le sens français du terme. En effet le terme blue peut également désigner le fait d'être une jeune recrue (voir ce terme dans la série « Rookie Blue »). Le film aurait pu être traduit par "Bleusaille".
À l'instar de la chanteuse Buffy Sainte-Marie, l'actrice principale, Candice Bergen, entendait défendre la cause des Indiens. C'est la deuxième fois depuis La Bataille de la vallée du diable (1966) du même Ralph Nelson  qu'apparaît une Blanche indienne -interprétée alors par Bibi Anderson- c'est-à-dire une femme blanche adoptée par une tribu amérindienne et dont elle a, de surcroît, épousé le chef.
Le réalisateur Ralph Nelson apparaît dans son film pour tenir un court rôle, son personnage portant le même nom, sous le prénom d'Alph au lieu de Ralph.

## Autour du film
L'affiche Soldier Blue est visible dans le film de Quentin Tarantino Boulevard de la mort (Death Proof).
Le massacre de Sand Creek eut lieu le 29 novembre 1864. Or, dans la version française du film, Peter Strauss dit à Candice Bergen que son père, soldat, a trouvé la mort aux côtés du général Custer l'année précédente. Pourtant, Custer et son régiment périrent à la bataille de Little Big Horn le 25 juin 1876. Cresta souhaite ainsi montrer que les cheyennes étaient capables de gagner des batailles contre les soldats.
L'acteur indien de la tribu des lakotas Eddie Little Sky joua un petit rôle d'éclaireur indien dans ce film et ne fut pas crédité dans le générique. Il venait pourtant de gagner en notoriété grâce à un autre western dénommé Un homme nommé cheval d'Elliot Silverstein, sorti quelques semaines avant Soldat bleu dans les salles américaines.